# Kraskovo
Kraskovo es un municipio del distrito de Rimavská Sobota en la región de Banská Bystrica, Eslovaquia, con una población estimada a final del año 2024 de 112 habitantes.
Se encuentra ubicado al este de la región, en la cuenca hidrográfica del río Sajó —un afluente derecho del río Tisza— y cerca de la frontera con la región de Košice y con Hungría.

## Demografía
| Año        | 1994 | 2004     | 2014    | 2024     |
| ---------- | ---- | -------- | ------- | -------- |
| Población  | 194  | 136      | 147     | 112      |
| Diferencia |      | −29,89 % | +8,08 % | −23,80 % |

| Año        | 2023 | 2024    |
| ---------- | ---- | ------- |
| Población  | 121  | 112     |
| Diferencia |      | −7,43 % |